# Красное (Переславский район)
Кра́сное — село в Переславском районе Ярославской области при реке Трубеже.
Постоянное население на 1 января 2007 года — 77 человек.

## История

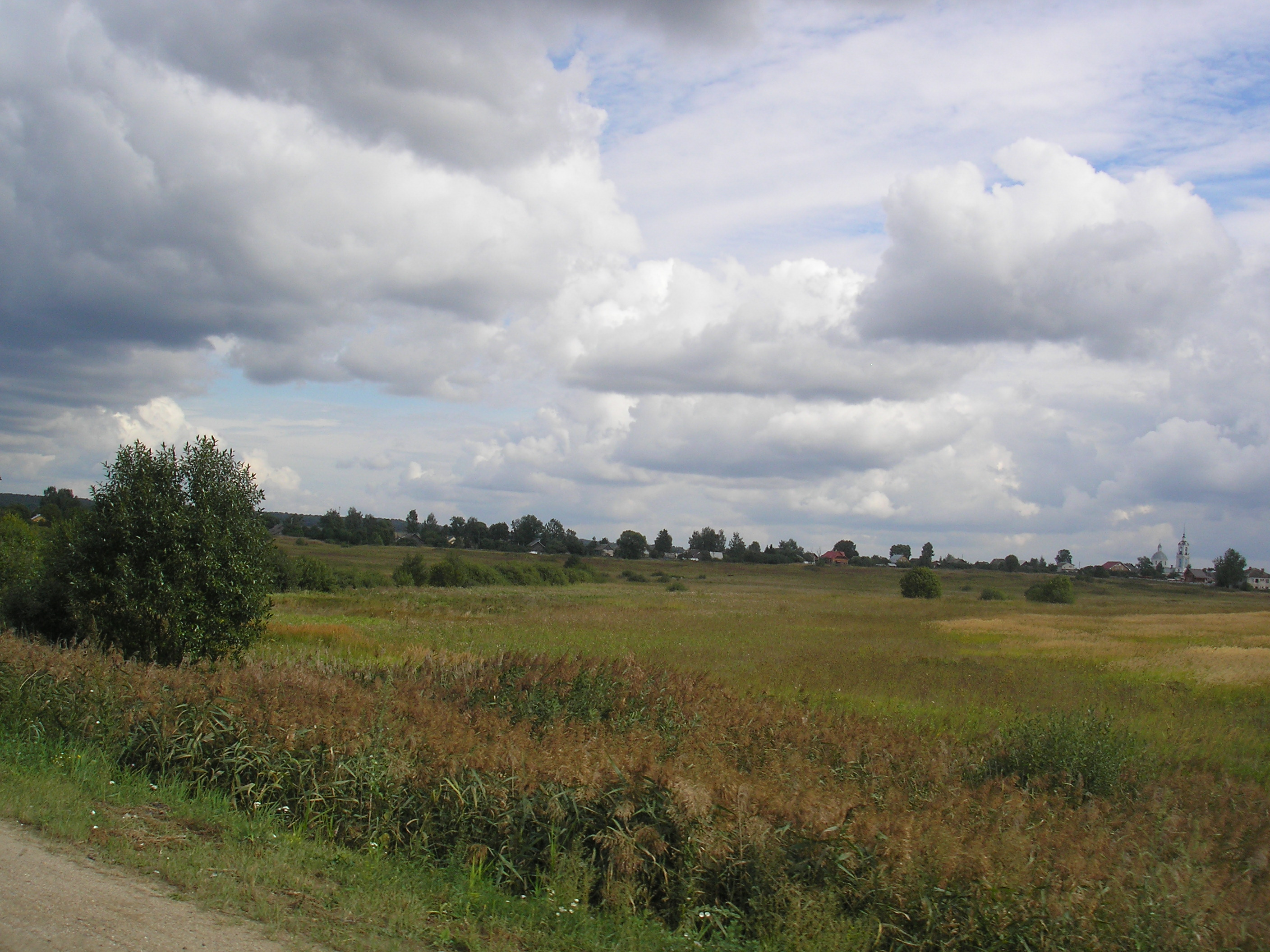
Красное с запада

Село Красное известно с 1554 года. В 1564 году царь Иван Грозный пожаловал село Никитскому монастырю, за которым оно состояло двести лет до секуляризации 1764 года.
Церковь Василия Кесарийского существовала тут уже в начале 1629 года.
Вскоре после 1702 года церковь была перестроена. В новой церкви главный престол был устроен в честь Вознесения Господня, а в честь святого Василия Великого был освящён придел. В 1736 году эта церковь сгорела; на погорелом месте в 1739 году построена новая церковь деревянная, но уже с одним престолом в честь Вознесения Господня.
В 1820 году вместо деревянной церкви построен каменный храм с такою же колокольнею. Престолов в этом храме два: в холодном в честь Вознесения Господня, в приделе тёплом во имя святого Василия Великого.
В селе Красном с 1875 года была земская народная школа.

## Население
| 1859 | 1897 | 1905 |
| ---- | ---- | ---- |
| 518  | 515  | 625  |

| 1859 | 1897 | 1905 | 1926 | 2007 | 2010 |
| ---- | ---- | ---- | ---- | ---- | ---- |
| 518  | ↘515 | ↗625 | ↗946 | ↘77  | ↘70  |